# 신의 선물 - 14일
《신의 선물 - 14일》은 2014년 3월 3일부터 2014년 4월 22일까지 SBS에서 방영된 월화드라마 작품이다.
이 드라마는 국내 드라마로는 최초로 미국 4대 지상파로 불리는 ABC가 리메이크를 제안하고 제작한 작품이다. 미국에서는 《Somewhere Between》이라는 제목으로 2017년 리메이크됐다. 연출은 조셉 브로이도와 이반 피칸이 담당하며, 《캡틴 아메리카》, 《썸머랜드》 등 다수의 흥행 드라마와 영화를 집필한 스테판 톨킨 작가가 대본을 쓴다. 원작 극본을 쓴 최란 작가는 리메이크작에 책임 프로듀서로 참여해 작품의 밀도를 높였다. 배우 이보영의 캐릭터는 《미션 임파서블: 고스트 프로토콜》로 국내에도 알려진 폴라 패튼이, 배우 조승우의 캐릭터는 《데스티네이션》, 《더 파이터》 등에 출연한 데본 사와가 각각 맡았다.
드라마가 종영된 뒤 스페셜 《신의 선물 - 14일, 그 이후》를 편성하였다.

## 등장 인물

### 주요 인물
- 이보영 : 김수현(30대 초반) 역 - 시사프로 방송작가
- 조승우 : 기동찬(20대 후반) 역 - 흥신소 (묻지 마 서포터즈) 운영
- 김태우 : 한지훈(30대 후반) 역 - 인권 변호사, 수현의 남편
- 정겨운 : 현우진(30대 초반) 역 - 강남경찰서 강력1팀 팀장
- 김유빈 : 한샛별(9세) 역 - 수현의 외동딸

### 수현의 주변 인물
- 박혜숙 : 장미순(60대 초반) 역 - 수현의 어머니
- 김진희 : 주민아(20대 중반) 역 - '공개수배 그 사람' 보조작가, 수현의 후배

### 동찬의 주변 인물
- 정혜선 : 이순녀(60대 후반) 역 - 기동호와 기동찬 형제의 어머니
- 정은표 : 기동호(40대 초반) 역 - 기동찬의 형, 일급 사형수
- 차선우 : 기영규(10대 후반) 역 - 동호의 입양아들, 6세 정신연령의 지적장애인
- 신구 : 추병우(70대) 역 - 노숙자로 위장한 기업가(예성 그룹 회장)
- 안세하 : 나호국 역 - 강남경찰서 형사, 우진의 부하직원

### 동찬 서포터즈
- 연제욱 : 왕병태(20대) 역 - 해킹 전문가
- 한선화 : 제니(20대) 역 - 사기전과 5범

### 주변 인물
- 강신일 : 김남준(60대) 역 - 대통령
- 주진모 : 이명한(60대) 역 - 대통령 비서실장
- 예수정 : 박지영(60대 초반) 역 - 영부인
- 노민우 : 테오(20대 중반) 역 - 록그룹 스네이크 리더

### 그 외 인물
- 최민철 : 황경수 / 문신남 역
- 오태경 : 장문수 역
- 양주호 : 김신유 / 헤파이토스 역
- 장인섭 : 테오의 매니저 역
- 강동엽 : 동료 경찰 역
- 한철우 : 동료 경찰 역
- 조시내 : 황민호 모 역
- 박영수 : 경비 역
- 미상 : 도우미 이모 역
- 김호창 : 강경수 역
- 윤종원 : 불곰파 금목걸이 역
- 이시원 : 이수정 역 - 동찬의 첫사랑

### 특별출연
- 이연경 : 카페 주인 역 (이수정 엄마)
- 김일중 : MC 역
- 이승형 : 방송국 직원 역
- 강성진 : 차봉섭 역
- 곽정욱 : 한기태 역
- 강별 : 한기태 여자 친구 역
- 임지규 : 류진우 역
- 이훈진 : 하이디 역
- 오민석 : 윤재한 역
- 이원재 : 추도진 역
- 이혜천 (이강준) : 파티 사회자 역
- 박영지 : 법무부 장관 현상민 역
- 하수호 : 유괴 사기범 역
- 장태민 : 그래피티 아티스트 역
- 장호준 : 시청 직원 역
- 오희준 : 식당 종업원 역
- 장격수
- 조선주
- 이규섭
- 홍승범
- 허성태
- 원현준
- 서호철
- 정강희
- 정나온
- 홍원표 : 이민석 역

## 시청률
최저 시청률과 최고 시청률은 시청률 조사회사와 지역별로 시청률에 차이가 있을 수 있습니다.
| 2014년      | 2014년      | 2014년         | 2014년       | 2014년         | 2014년       |
| 회차        | 방송일      | TNmS 시청률    | TNmS 시청률  | AGB 시청률     | AGB 시청률   |
| 회차        | 방송일      | 대한민국(전국) | 서울(수도권) | 대한민국(전국) | 서울(수도권) |
| ----------- | ----------- | -------------- | ------------ | -------------- | ------------ |
| 제1회       | 3월 3일     | 6.7%           | 7.5%         | 6.9%           | 7.2%         |
| 제2회       | 3월 4일     | 8.3%           | 9.5%         | 7.7%           | 8.2%         |
| 제3회       | 3월 10일    | 8.8%           | 11.0%        | 8.9%           | 8.9%         |
| 제4회       | 3월 11일    | 8.9%           | 11.3%        | 9.1%           | 9.6%         |
| 제5회       | 3월 17일    | 9.3%           | 11.0%        | 9.7%           | 10.4%        |
| 제6회       | 3월 18일    | 10.2%          | 12.4%        | 9.4%           | 9.8%         |
| 제7회       | 3월 24일    | 10.0%          | 12.4%        | 8.8%           | 9.5%         |
| 제8회       | 3월 25일    | 10.7%          | 12.8%        | 10.6%          | 12.0%        |
| 제9회       | 3월 31일    | 9.5%           | 11.8%        | 8.8%           | 9.6%         |
| 제10회      | 4월 1일     | 9.4%           | 10.5%        | 9.4%           | 10.9%        |
| 제11회      | 4월 7일     | 9.5%           | 11.7%        | 9.2%           | 9.7%         |
| 제12회      | 4월 8일     | 9.8%           | 11.7%        | 8.9%           | 9.8%         |
| 제13회      | 4월 14일    | 9.5%           | 11.8%        | 8.5%           | 8.5%         |
| 제14회      | 4월 15일    | 10.0%          | 12.1%        | 8.7%           | 9.2%         |
| 제15회      | 4월 21일    | 8.2%           | 10.2%        | 8.3%           | 8.9%         |
| 제16회      | 4월 22일    | 9.5%           | 11.6%        | 8.4%           | 9.0%         |
| 평균 시청률 | 평균 시청률 | 9.3%           | 11.2%        | 8.8%           | 9.5%         |

## 사운드트랙

### Part. 1
| #  | 제목                                       | 작사   | 작곡   | 재생 시간 |
| -- | ------------------------------------------ | ------ | ------ | --------- |
| 1. | 〈너에게 갈 수만 있다면〉 (송지은)         | 공찬수 | 공찬수 | 4:11      |
| 2. | 〈너에게 갈 수만 있다면 (Inst.)〉 (송지은) |        | 공찬수 | 4:12      |

### Part. 2
| #  | 제목                        | 작사   | 작곡   | 재생 시간 |
| -- | --------------------------- | ------ | ------ | --------- |
| 1. | 〈나라면〉 (양지원)         | 강민선 | 서정모 | 4:11      |
| 2. | 〈나라면 (Inst.)〉 (양지원) |        | 서정모 | 4:11      |

### Part. 3
| #  | 제목                      | 작사   | 작곡   | 재생 시간 |
| -- | ------------------------- | ------ | ------ | --------- |
| 1. | 〈아파서〉 (산들)         | 강민선 | 박기헌 | 3:44      |
| 2. | 〈아파서 (Inst.)〉 (산들) |        | 박기헌 | 3:44      |

### Part. 4
| #  | 제목                           | 작사           | 작곡   | 재생 시간 |
| -- | ------------------------------ | -------------- | ------ | --------- |
| 1. | 〈봄날의 꽃〉 (김주훈)         | 박석원, 이규태 | 인영훈 | 4:14      |
| 2. | 〈봄날의 꽃 (Inst.)〉 (김주훈) |                | 인영훈 | 4:14      |

## 수상
- 2014년 SBS 연기대상 뉴스타상 (한선화)

## 동시간대 드라마
- KBS 월화드라마

《태양은 가득히》 (2014년 2월 17일 ~ 2014년 4월 8일)
- MBC 월화드라마

《기황후》 (2013년 10월 28일 ~ 2014년 4월 29일)